# La Coucourde
La Coucourde település Franciaországban, Drôme megyében. Lakosainak száma 1214 fő (2022. január 1.). La Coucourde Cruas, Meysse, Condillac, Savasse és Les Tourrettes községekkel határos.

## Népesség
A település népességének változása:
| Lakosok száma | 522  | 563  | 687  | 897  | 1014 | 1039 | 1071 | 1157 | 1163 | 1214 |
|               | 1968 | 1982 | 1990 | 2006 | 2013 | 2015 | 2017 | 2019 | 2020 | 2022 |